# 威尼托街

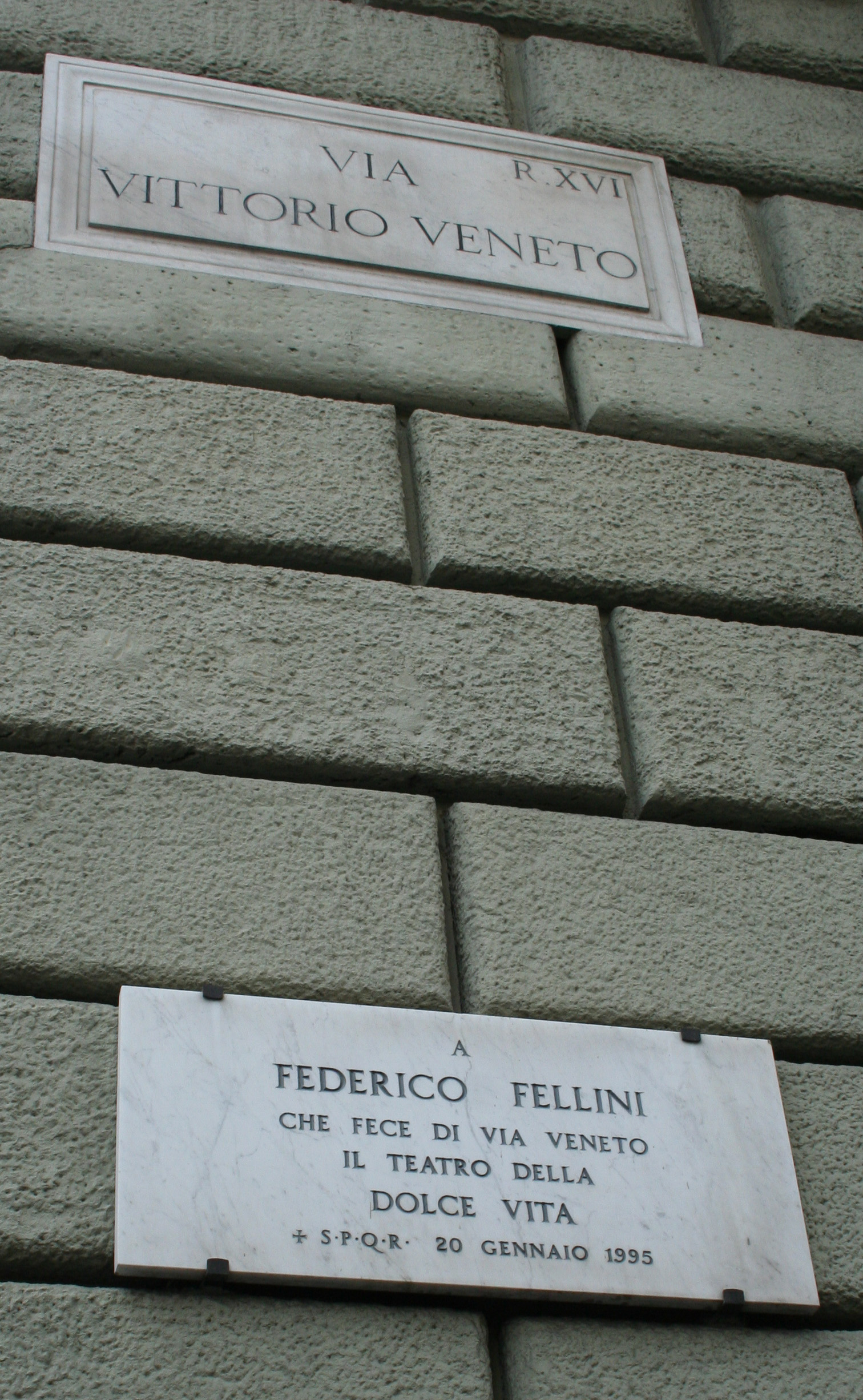
路牌

威尼托街（Via Veneto）是意大利罗马市的一条购物街，也是该市最昂贵的街道之一。 
其正式名称为维托里奥·威尼托街（Via Vittorio Veneto），得名于维托里奥·威尼托战役。
费德里柯·费里尼的1960年经典电影《甜蜜生活》（La Dolce Vita）主要是表现威尼托街一带。这使这条街在20世纪60年代和70年代出名，变成了高档咖啡馆和商店的中心。在20世纪80年代的停滞之后，目前又恢复生机。今天，罗马的一些最好的酒店设在那里
威尼托街拥有著名的巴黎咖啡馆和Harry's Bar，曾出现在费德里柯·费里尼的《甜蜜生活》中。